# 广东警官学院
广东警官学院（广东省公安司法管理干部学院 ），前身為广东省公安干部学校，于1949年11月成立，經歷過多次的改革至今成為學院，位於中國廣東省，設有兩座校區，分區位於滨江和嘉禾，占地面积共37万平方米。廣東警官學院有約6,600名全日制學生，其中本科學生有約5,600名，专科學生約1,000人，体改班学员約1,000可及各类成人本科及专科學生約1,600人。自2004年升格成為广东警官学院以後，有逾10,000名學生在此畢業，

## 歷史
1958年，广东省公安干部学校与廣東省政法干校、廣州市公安学校、廣州市行政干部学校和廣東省民警干训大队合并成立广东省政法干部学校。1964年，廣東省政法干部學校停止運作。
1972年，根据廣東省委指示，廣東省政法干部學校恢復辦理教學。
1983年，廣東省政法干部學校改變組織成为广东省公安司法管理干部学院，开展成人专科学历教育。
1992年，在广东省公安司法管理干部学院的基础上，增加设立广东公安高等专科学校；1998年，为了深化高校体制改革，資源增值，经過廣東省政府批准，全中国公安系统中唯一的一所国家级重点中专学校广东省人民警察学校合并入广东公安高等专科学校內。2004年5月，经過教育部的批准，在广东公安高等专科学校的基础上建立了广东警官学院，是廣東省属於本科层次的普通高等公安院校，也是华南地区第一所公安本科院校。

## 設施
广东警官学院特別重視科技研究事務，設立有多種實驗室及模擬實驗室，包括脫氧核糖核酸、法證攝影、痕迹检验、安全防范、法医学、罪案現場勘查、消防、模拟审讯等，共53座。其中刑事科学技术实验教学中心被评級为广东省省级实验教学示范中心，并且设立有广东天正司法鉴定中心。广东警官学院圖書館的馆藏图书（包含电子图书）達750,000冊。此外，广东警官学院設立有标准的运动场、警察战训大楼、射击场及游泳馆等训练场馆及设施等。

## 系部
广东警官学院至2019年共有10个教学系部：
- 法律系
- 侦查系
- 治安系
- 刑事技术系
- 警务指挥战术系
- 网络信息安全系
- 公共管理系
- 思想政治理论课教学部
- 基础课教研部
- 警体研修训练部

## 學科
- 侦查学
- 治安学
- 刑事科学技术
- 经济犯罪侦查
- 禁毒学
- 警务指挥与战术
- 交通管理工程
- 网络安全与执法
- 计算机科学与技术
- 法学
- 行政管理
- 社会工作

## 下属单位
- 广东省广东警官学院教育发展基金会
- 广东警官学院总务处伙食科
- 广东警官学院校友会

## 外部連結
- 官方网站